# تشارلز جان باتيست أميوت
تشارلز جان باتيست أميوت (بالفرنسية: Charles Jean-Baptiste Amyot)‏ هو عالم حشرات ومحامي فرنسي، ولد في 23 سبتمبر 1799، وتوفي في 13 أكتوبر 1866 في باريس في فرنسا.